# Last Action Hero (игра)
Last Action Hero — мультиплатформенная видеоигра в жанре action. Основывается на кинофильме «Последний киногерой» 1993 года.

## Игровой процесс

### Mega Drive/Genesis, SNES

Кадр из игры для версии Sega Mega Drive/Genesis

Игра представляет собой платформер с элементами beat 'em up и состоит из 6 уровней. На каждый уровень отводится ограниченное количество времени. В течение трёх основных уровней персонаж перемещается по локациям, уничтожая врагов и сражаясь с боссами. Между основными уровнями происходят погони на автомобилях.
Уровни представляют собой замкнутые локации, выполненные с применением двухмерной графики. Для прокрутки игровых экранов используются как горизонтальный, так и вертикальный сайд-скроллинг.
В игре представлено несколько видов противников, вооружённых различным оружием (битами, ножами, пистолетами, коктейлями Молотова) и нападающих группами по двое-трое. На уровнях-погонях герою противостоят автомобили врагов, идущие на таран.
Полезные предметы, встречающиеся на уровнях, пополняют здоровье персонажа.

## Сюжет
Дэнни Мадиган прогуливает школу, чтобы попасть на премьерный показ фильма Джек Слейтер IV. Во время просмотра его внезапно ослепляет яркая вспышка, а придя в себя, Дэнни обнаруживает, что попал в свой любимый фильм, оказавшись по ту сторону экрана. Здесь, рядом со своей школой, он встречает своего кумира — Джека Слейтера. Также Дэнни узнаёт, что школа захвачена убийцей по прозвищу «Потрошитель», убившим сына Джека.
Джек, одержав победу в схватке с Потрошителем и освободив школу, отправляется на поиски своего заклятого врага — главаря городской преступности по имени Бенедикт. Злодей планирует с помощью Золотого Билета попасть в реальный мир и убить Арнольда Шварценеггера, играющего роль Джека. Джек должен остановить Бенедикта.